# Mërgim Berisha
Mërgim Berisha (Berchtesgaden, 11 maggio 1998) è un calciatore tedesco con cittadinanza albanese, attaccante dell'Augusta, in prestito dall'Hoffenheim, e della nazionale tedesca.

## Caratteristiche tecniche
Gioca nella posizione di punta centrale, nel periodo in cui ha militato nel Liefering si è prestato come seconda punta. Dotato di atletismo e senso della posizione, giocatore reattivo che sa muoversi con una buona tempistica, è un bravo assist-man inoltre il suo stacco aereo fa di lui un buon colpitore di testa. Sa calciare con potenza e precisione, tira con entrambi i piedi, inoltre è un bravo rigorista.

## Carriera

### Club

#### Salisburgo e Liefering
Nato in Germania da genitori albanesi, cresciuto nel settore giovanile del Salisburgo, vince la UEFA Youth League, Berisha segna una doppietta sconfiggendo il FK Skopje per 5-0, inoltre realizza cinque reti nella vittoria per 8-1 contro il Kairat. Viene ceduto in prestito al Liefering nella seconda divisione austriaca, l'Erste Liga, dove segna il suo primo gol dal professionista, con la rete del 3-1 sconfiggendo l'Austria Klagenfurt, realizza un altro gol nel match successivo, battendo per 2-1 il St. Pölten.
Torna poi a giocare con il Salisburgo, debuttando in prima squadra nella vittoria per 5-0 contro l'Altach. Riveste nuovamente la maglia del Liefering segnando 14 reti in campionato, segna una doppietta nelle vittorie ai danni del FAC (5-1) e del Wacker Innsbruck (2-0), realizza una tripletta prevalendo per 4-1 ai danni del Wiener Neustadt, con lo stesso risuldati si conclude il match vinto contro il Austria Lustenau dove Berisha segna l'ultima rete per la squadra.

#### LASK e Magdeburgo
Gioca nella prima divisione austriaca militando nel LASK, segna una rete sconfiggendo pe 3-1 l'Austria Vienna, realizza inoltre una doppietta prevalendo per 4-2 contro l'Altach. Nel 2018, per un breve periodo, giocherà nel Magdeburg, partecipa solo ma cinque partite, entrando sempre in campo dalla panchina.

#### Altach
il 10 gennaio 2019 viene acquistato in prestito biennale dalla squadra austriaca dell'Altach, nel suo primo campionato con la squadra, segna sette reti, sigla un gol contro il Rapid Vienna e lo Sportverein Mattersburg vincendo per 2-1 entrambe le partite, segna la rete del 4-0 vincendo contro il Wacker, inoltre il suo gol permette alla squadra di battere per 1-0 il Hartberg. Nell'ÖFB-Cup realizza una battendo per 6-1 il Kufstein, un altro gol lo mette a segno sconfiggendo per 4-1 l'Hertha Wels. Nell'edizione 2019-2020 del campionato Berisha riesce a segnare una rete nella vittoria per 3-2 contro il WSG Tirol, realizza una doppietta anche contro il St. Pölten  nel successo per 6-0 e contro il Wolfsberger vincendo per 2-1.

#### Ritorno al Salisburgo
Torna al Salisburgo nel 2020. Vince il campionato austriaco dove segna una sola rete, battendo per 5-2 lo Sturm Graz Il 1º dicembre 2020, durante la partita della fase a gironi della UEFA Champions League nel successo per 3-1 contro il Lokomotiv Mosca segna una doppietta. Realizza la prima rete nel match vinto per 3-0 contro il LASK nella finale di Coppa d'Austria. Ottiene la vittoria dell'edizione 2020-2021 del campionato, con quattro assist vincenti permette alla squadra di battere per 4-2 il Rapid Vienna, segna il gol del 2-1 sconfiggendo il Wolfsberger, realizza una rete prevalendo per 2-0 contro il LASK, con un rigore segna il gol del 4-1 vincendo contro il St. Pölten, è autore di una doppietta sconfiggendo per 3-1 il Ried, e con una tripletta contribuisce alla vittora per 4-0 contro il WSG Tirol.

#### Fenerbahçe
A partire dal 2021 gioca in Turchia, per la squasra del Fenerbahçe. Nell'Europa League segna un gol sconfiggendo l'Anversa per 3-0. Durante il campionato turco realizza una rete battendo per 2-1 il Kasımpaşa, segna un gol pure contro il Çaykur Rizespor nel match che si è concluso per 4-0, inoltre è autore della rete del 5-2 vincendo contro l'Alanyaspor. Nell'edizione successiva del campionato gioca una sola partita finita in pareggio contro l'Ümraniyespo, Berisha segna il gol del 3-3, la sua ultima rete per la squadra

#### Augusta e Hoffenheim
Nella stagione 2022/2023 passa all'Augusta che lo riscatta il 2 luglio 2023 per 2 milioni di euro. Nella Bundesliga, i suoi gol permettono alla squadra di battere per 1-0 il Bayern Monaco, il Bayer Leverkusen e il Borussia M'Gladbach, segna una rete pareggiando contro il Wolfsburg per 2-2, inoltre con un rigore e due assist vincenti da palla inattiva porta la squadra al temporaneo vantaggio nel pareggio per 3-3 contro il Lipsia, invece nella partita contro il Werder Brema serva un passaggio al suo compagno di squadra Ermedin Demirović tramite il quale segna la rete del 1-0 vincendo.
Il 30 agosto 2023 viene ufficializzato il suo passaggio all'Hoffenheim per una cifra pari a 15 milioni di euro. Con il club tedesco firma un contratto fino al 30 giugno 2027. Tuttavia ha trovato poco spazio in squadra, infatti ha segnato una sola rete, perdendo per 4-1 contro il Bayern Leverkusen, torna poi a giocare con l'Augusta.

### Nazionale
Con la nazionale Under-21 gioca per le qualificazioni per l'Europeo di categoria del 2021 dove segna un gol sconfiggendo la Moldavia per 4-1: una volta ottenuta la qualificazione per l'Europeo Under-21 vince l'oro, nel match contro l'Ungheria, Berisha tira in porta ma colpisce la traversa, ma sul rimbalzo Ridle Baku realizza il gol del definitivo 3-0.
Nel marzo del 2023, viene convocato per la prima volta con la nazionale maggiore tedesca, in vista delle amichevoli contro Perù e Belgio, esordendo contro i peruviani nella vittoria per 2-0.

## Statistiche

### Presenze e reti nei club
Statistiche aggiornate al 29 aprile 2022.
| Stagione          | Squadra           | Campionato        | Campionato | Campionato | Coppe nazionali | Coppe nazionali | Coppe nazionali | Coppe continentali | Coppe continentali | Coppe continentali | Altre coppe | Altre coppe | Altre coppe | Totale | Totale |
| Stagione          | Squadra           | Comp              | Pres       | Reti       | Comp            | Pres            | Reti            | Comp               | Pres               | Reti               | Comp        | Pres        | Reti        | Pres   | Reti   |
| ----------------- | ----------------- | ----------------- | ---------- | ---------- | --------------- | --------------- | --------------- | ------------------ | ------------------ | ------------------ | ----------- | ----------- | ----------- | ------ | ------ |
| nov. 2014         | Liefering         | EL                | 3          | 1          | CA              | 0               | 0               | -                  | -                  | -                  | -           | -           | -           | 3      | 1      |
| ott. 2015-2016    | Liefering         | EL                | 8          | 2          | CA              | 0               | 0               | -                  | -                  | -                  | -           | -           | -           | 8      | 2      |
| 2016-2017         | Liefering         | EL                | 30         | 14         | CA              | 0               | 0               | -                  | -                  | -                  | -           | -           | -           | 30     | 14     |
| Totale Liefering  | Totale Liefering  | Totale Liefering  | 41         | 17         |                 | 0               | 0               |                    | -                  | -                  |             | -           | -           | 41     | 17     |
| apr. 2017         | Salisburgo        | BL                | 1          | 0          | CA              | 1               | 0               | UCL+UEL            | -                  | -                  | -           | -           | -           | 2      | 0      |
| lug. 2017         | Salisburgo        | BL                | 0          | 0          | CA              | 1               | 0               | UCL+UEL            | -                  | -                  | -           | -           | -           | 1      | 0      |
| 2017-2018         | LASK              | BL                | 18         | 5          | CA              | 2               | 1               | -                  | -                  | -                  | -           | -           | -           | 20     | 6      |
| 2018-gen. 2019    | Magdeburgo        | ZL                | 4          | 0          | CG              | 1               | 0               | -                  | -                  | -                  | -           | -           | -           | 5      | 0      |
| gen.-giu. 2019    | Altach            | BL                | 14         | 7          | CA              | 0               | 0               | -                  | -                  | -                  | -           | -           | -           | 14     | 7      |
| 2019-gen. 2020    | Altach            | BL                | 17         | 7          | CA              | 3               | 2               | -                  | -                  | -                  | -           | -           | -           | 20     | 9      |
| Totale Altach     | Totale Altach     | Totale Altach     | 31         | 14         |                 | 3               | 2               |                    | -                  | -                  |             | -           | -           | 34     | 16     |
| gen.-giu. 2020    | Salisburgo        | BL                | 8          | 1          | CA              | 1               | 0               | UCL+UEL            | 0+1                | 0+0                | -           | -           | -           | 10     | 1      |
| 2020-2021         | Salisburgo        | BL                | 28         | 14         | CA              | 4               | 3               | UCL+UEL            | 8+2                | 4+1                | -           | -           | -           | 42     | 22     |
| set.2021          | Salisburgo        | BL                | 2          | 1          | CA              | -               | -               | UCL                | 1                  | 0                  | -           | -           | -           | 3      | 1      |
| Totale Salisburgo | Totale Salisburgo | Totale Salisburgo | 39         | 16         |                 | 7               | 3               |                    | 12                 | 5                  |             | -           | -           | 58     | 24     |
| 2021-2022         | Fenerbahçe        | SL                | 22         | 4          | TK              | 1               | 0               | UEL+UECL           | 6+2                | 2+1                | -           | -           | -           | 31     | 7      |
| ago. 2022         | Fenerbahçe        | SL                | 1          | 1          | TK              | 0               | 0               | UEL                | 0                  | 0                  | -           | -           | -           | 1      | 1      |
| Totale Fenerbahçe | Totale Fenerbahçe | Totale Fenerbahçe | 23         | 5          |                 | 1               | 0               |                    | 8                  | 3                  |             | -           | -           | 32     | 8      |
| set. 2022-2023    | Augusta           | BL                | 23         | 9          | CG              | 0               | 0               |                    | -                  | -                  |             | -           | -           | 23     | 9      |
| ago.-set. 2023    | Augusta           | BL                | 2          | 0          | CG              | 1               | 0               |                    | -                  | -                  |             | -           | -           | 3      | 0      |
| Totale Augsburg   | Totale Augsburg   | Totale Augsburg   | 25         | 9          |                 | 1               | 0               |                    | -                  | -                  |             | -           | -           | 26     | 9      |
| 2023-2024         | Hoffenheim        | BL                | 6          | 0          | CG              | 1               | 0               |                    | -                  | -                  |             | -           | -           | 7      | 0      |
| Totale carriera   | Totale carriera   | Totale carriera   | 174        | 64         |                 | 15              | 6               |                    | 20                 | 8                  |             | -           | -           | 209    | 78     |

### Cronologia presenze e reti in nazionale
| Cronologia completa delle presenze e delle reti in nazionale ― Germania | Cronologia completa delle presenze e delle reti in nazionale ― Germania | Cronologia completa delle presenze e delle reti in nazionale ― Germania | Cronologia completa delle presenze e delle reti in nazionale ― Germania | Cronologia completa delle presenze e delle reti in nazionale ― Germania | Cronologia completa delle presenze e delle reti in nazionale ― Germania | Cronologia completa delle presenze e delle reti in nazionale ― Germania | Cronologia completa delle presenze e delle reti in nazionale ― Germania |
| Data                                                                    | Città                                                                   | In casa                                                                 | Risultato                                                               | Ospiti                                                                  | Competizione                                                            | Reti                                                                    | Note                                                                    |
| ----------------------------------------------------------------------- | ----------------------------------------------------------------------- | ----------------------------------------------------------------------- | ----------------------------------------------------------------------- | ----------------------------------------------------------------------- | ----------------------------------------------------------------------- | ----------------------------------------------------------------------- | ----------------------------------------------------------------------- |
| 26-3-2023                                                               | Magonza                                                                 | Germania                                                                | 2 – 0                                                                   | Perù                                                                    | Amichevole                                                              | -                                                                       | 75’                                                                     |
| 28-3-2023                                                               | Colonia                                                                 | Germania                                                                | 2 – 3                                                                   | Belgio                                                                  | Amichevole                                                              | -                                                                       | 80’                                                                     |
| Totale                                                                  |                                                                         | Presenze                                                                | 2                                                                       |                                                                         | Reti                                                                    | 0                                                                       |                                                                         |

## Palmarès

### Club

#### Competizioni giovanili
- UEFA Youth League: 1

Salisburgo: 2016-2017

#### Competizioni nazionali
- Campionato austriaco: 3

Salisburgo: 2016-2017, 2019-2020, 2020-2021
- Coppa d'Austria: 3

Salisburgo: 2016-2017, 2019-2020, 2020-2021

### Nazionale
- Campionato d'Europa Under-21: 1

Ungheria/Slovenia 2021